# Carlton Fisk
Pour les articles homonymes, voir Fisk.
Carlton Ernest Fisk (né le 26 décembre 1947 à Bellows Falls, Vermont) est un ancien receveur des ligues majeures de baseball qui a joué 24 saisons avec les Red Sox de Boston et les White Sox de Chicago. Les deux franchises où il évolua ont retiré son numéro : 27 à Boston et 72 à Chicago.
Fisk fut intronisé au Temple de la renommée du baseball en 2000 et a choisi de porter la casquette des Red Sox, bien qu’il ait passé plus de saisons à Chicago avec les White Sox.
Il partage avec Ivan Rodriguez le record des Ligues majeures pour le plus grand nombre de parties jouées à la position de receveur, avec 2226.

## Palmarès
- Meilleure recrue en 1972
- Membre de l'équipe d'étoiles onze fois
- Gagnant du gant doré en 1972
- Élu au Temple de la renommée du baseball en 2000

## Statistiques
| G    | AB   | H    | 2B  | 3B | HR  | R    | RBI  | BB  | IBB | SO   | SH | SF | HBP | AVG  | OBP  | SLG  |
| 2499 | 8756 | 2356 | 421 | 47 | 376 | 1276 | 1330 | 849 | 105 | 1386 | 26 | 79 | 143 | .269 | .341 | .457 |